# Années 790 av. J.-C.
Les années 790 av. J.-C. couvrent les années de 799 av. J.-C. à 790 av. J.-C.

## Évènements

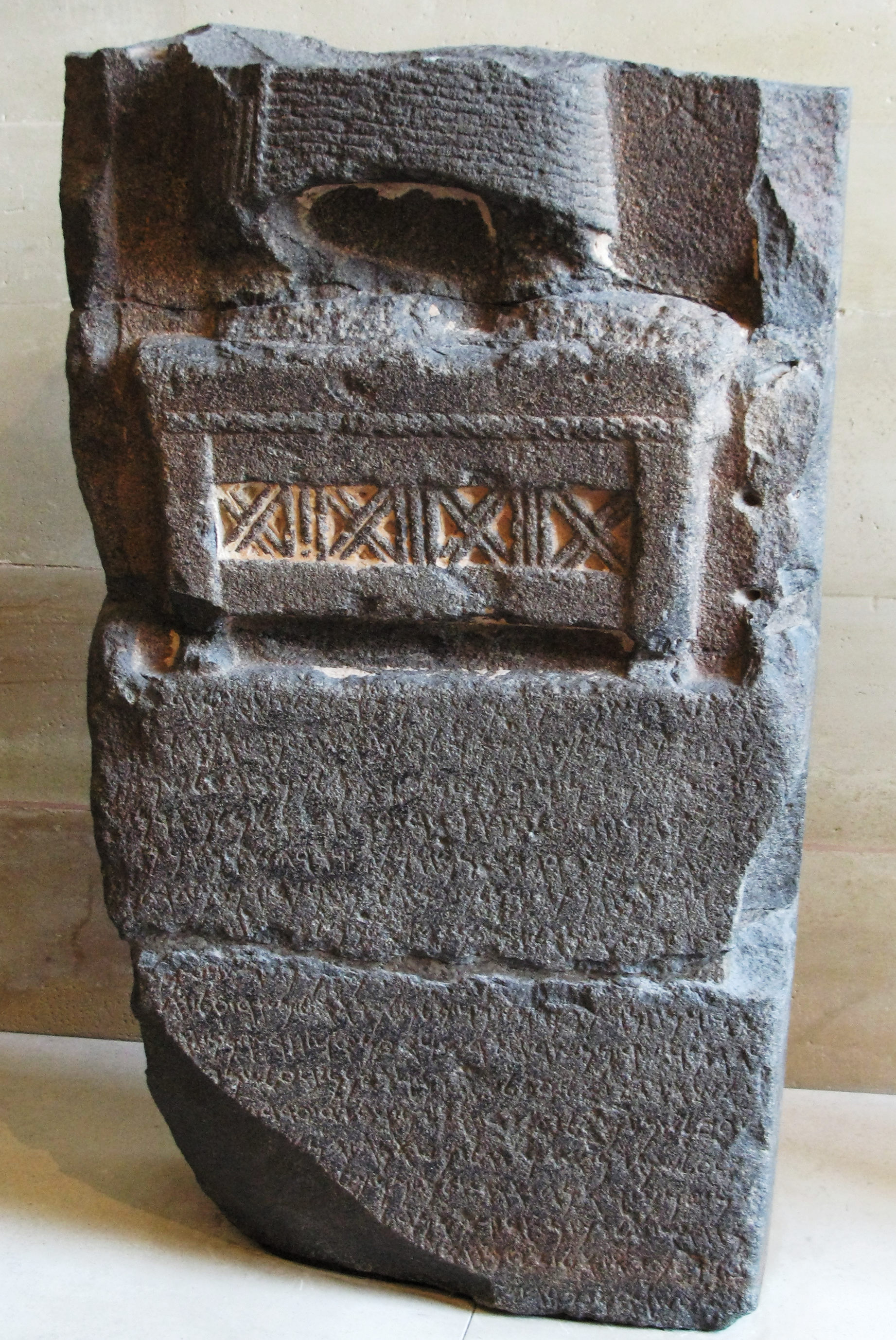
Le texte en araméen de la stèle de Zakkur, rédigé par le roi de Hama, sauvé par les dieux Baalshamin et Iluwer du siège de sa capitale Hatarikka par Ben-Hadad II et une coalition de plusieurs rois, pourrait se rapporter aux événements liés à la prise de Damas par les Assyriens.

- 797-761 av. J.-C. : règne d’Ardysus ou Ardys Ier, roi de Lydie, selon la tradition[1].
- 797 av. J.-C. : mort de Thespiéos, roi d’Athènes, après 27 ans de règne. Son fils Agamestor lui succède (selon Eusèbe de Césarée)[2].
- 796-781 av. J.-C. : règne de Amazyahu (Amasias), roi de Juda[3]. Face à l’opposition des milieux sacerdotaux à Juda, le roi Joas fait exécuter le grand-prêtre Zacharie, fils de Yehôyada. Comme l’armée araméenne s’était emparée de Gat et menaçait Jérusalem, Joas décide de payer le tribut, ce qui fait croître le mécontentement de certains ministres qui l’assassinent. Amazyahu châtie les assassins de son père, puis remporte une victoire contre Édom à la bataille de la vallée du Sel. Il s’empare de Séla qu’il rebaptise Yoqtéél[4].
- 796 av. J.-C. :
  - le roi d’Assyrie Adad-nerari III assiège Ben-Hadad II dans Damas, qui se soumet. Joas d’Israël et les Édomites de Transjordanie, débarrassés de leur ennemi le roi de Damas, lui payent tribut. Adad-Nirari mène plus tard trois campagnes dans le Taurus et six dans le nord-ouest iranien pour se défendre de l’expansionnisme d’Urartu[3].
  - Joas d’Israël reprend l’offensive contre les araméens et libère le territoire d’Israël. Il vainc Ben-Hadad II à Apheq, dans le Golân. Ben-Hadad devient son vassal. Les succès d’Israël inquiètent Amasias de Juda qui défie Joas, mais est vaincu et fait prisonnier à Bet Shemesh. Joas s’empare de Jérusalem, en démantèle les murailles et emporte le trésor du temple et du palais royal, ainsi que des otages. Juda devient le vassal d’Israël[4].
  - début du règne de Karanos de Macédoine selon la tradition. Fondation d'’un royaume[5].
- 795 av. J.-C. : en Chine, naissance du roi You de Zhou (dynastie Zhou).